# نیکولاس کلود فابری دی پیرسک

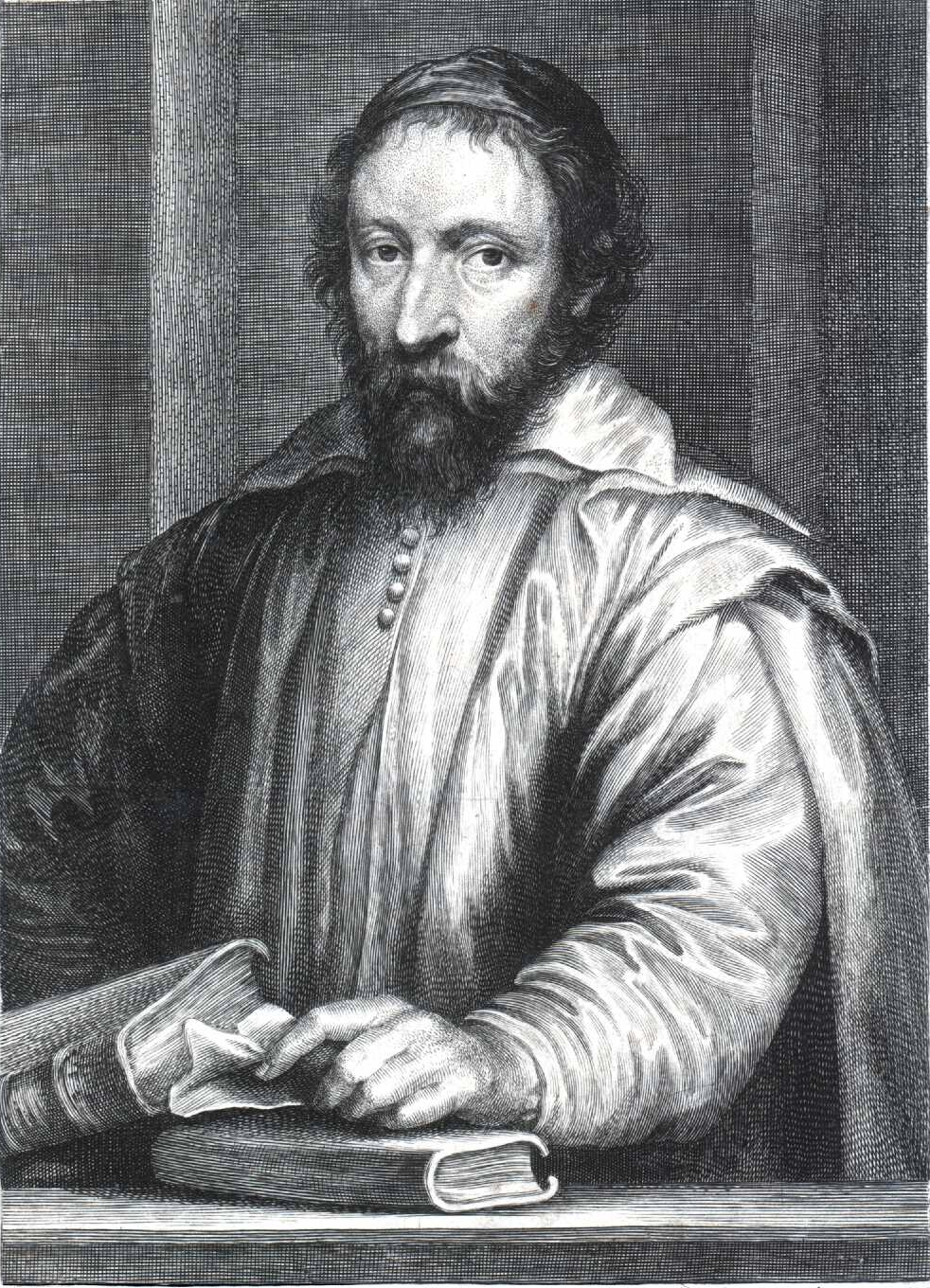
نیکولاس کلود فابری دی پیرسک.

نیکولاس کلود فابری دی پیرسک (به فرانسوی: Nicolas-Claude Fabri de Peiresc) (۱ دسامبر ۱۵۸۰ میلادی - ۲۴ ژوئن ۱۶۳۷) که او را بیشتر به نام لاتین او پیرس یا پیرسیوس می‌شناسند، یک ستاره‌شناس فرانسوی، عتیقه‌شناس و دانشمند است، که مکاتبات گسترده‌ای با دانشمندان زمان خود داشت و یک بررسی‌کننده موفق در تحقیقات علمی بود. تحقیقات او شامل تعیین تفاوت در طول جغرافیایی مکان‌های مختلف در اروپا، در اطراف دریای مدیترانه و در شمال آفریقا بود.